# ホルヘ・セバスティアン・ヌニエス
セバスティアンことホルヘ・セバスティアン・ヌニエス（Jorge Sebastián Núñez、1986年12月10日 - ）は、アルゼンチン出身で、Jリーグ・名古屋グランパスエイトとコンサドーレ札幌に所属していたサッカー選手。ポジションはミッドフィルダー（トップ下、ボランチ）。

## 来歴
2004年10月から名古屋グランパスエイトの練習に参加し、2005年1月に同クラブへ正式に入団。しかし1シーズンで戦力外通告を受け、退団。2006年2月にコンサドーレ札幌へ加入した。コンサドーレ札幌とは2006年のオフに契約を更新していたものの、その後本人が退団を希望したため、2007年1月23日付けで契約が解除された。新外国人選手3名の加入によってセバスティアンが外国人枠からはじき出される格好となり、クラブ側がレンタルでの移籍先を模索していたとされる中での退団申し出であった。

## 所属クラブ
- 2004年  セントロ・レクレアティーボ・ウニオン
- 2005年  名古屋グランパスエイト
- 2006年  コンサドーレ札幌

## 個人成績
| 国内大会個人成績 | 国内大会個人成績           | 国内大会個人成績 | 国内大会個人成績 | 国内大会個人成績 | 国内大会個人成績 | 国内大会個人成績 | 国内大会個人成績 | 国内大会個人成績   | 国内大会個人成績   | 国内大会個人成績 | 国内大会個人成績 |
| 年度             | クラブ                     | 背番号           | リーグ           | リーグ戦         | リーグ戦         | リーグ杯         | リーグ杯         | オープン杯         | オープン杯         | 期間通算         | 期間通算         |
| 年度             | クラブ                     | 背番号           | リーグ           | 出場             | 得点             | 出場             | 得点             | 出場               | 得点               | 出場             | 得点             |
| アルゼンチン     | アルゼンチン               | アルゼンチン     | アルゼンチン     | リーグ戦         | リーグ戦         | リーグ杯         | リーグ杯         | アルヘンティーナ杯 | アルヘンティーナ杯 | 期間通算         | 期間通算         |
| ---------------- | -------------------------- | ---------------- | ---------------- | ---------------- | ---------------- | ---------------- | ---------------- | ------------------ | ------------------ | ---------------- | ---------------- |
| 2004             | セントロ・レクレアティーボ |                  |                  |                  |                  |                  |                  |                    |                    |                  |                  |
| 日本             | 日本                       | 日本             | 日本             | リーグ戦         | リーグ戦         | リーグ杯         | リーグ杯         | 天皇杯             | 天皇杯             | 期間通算         | 期間通算         |
| 2005             | 名古屋                     | 27               | J1               | 1                | 0                | 1                | 0                | 0                  | 0                  | 2                | 0                |
| 2006             | 札幌                       | 30               | J2               | 1                | 0                | -                | -                | 0                  | 0                  | 1                | 0                |
| 通算             | アルゼンチン               | アルゼンチン     |                  |                  |                  |                  |                  |                    |                    |                  |                  |
| 通算             | 日本                       | 日本             | J1               | 1                | 0                | 1                | 0                | 0                  | 0                  | 2                | 0                |
| 通算             | 日本                       | 日本             | J2               | 1                | 0                | -                | -                | 0                  | 0                  | 1                | 0                |
| 総通算           |                            |                  |                  |                  |                  |                  |                  |                    |                    |                  |                  |

- Jリーグ初出場 - 2005年5月14日 J1第12節 対ヴィッセル神戸（豊田スタジアム）

## 代表歴
- アルゼンチンU-18代表候補
- アルゼンチンU-20代表候補